# Mehdi Golshani
Mehdi Golshani (* 1939 in Isfahan) ist ein iranischer theoretischer Physiker.
Golshani studierte Physik an der Universität Teheran mit dem Bachelor-Abschluss 1960 und wurde 1969 an der University of California, Berkeley, promoviert (Electron impact excitation of heavily ionized atoms). Danach war er Professor an der Scharif-Universität für Technologie in Teheran, an der er 1978 bis 1980 Vizekanzler war und 1973 bis 1975 und 1987 bis 1989 der Physik-Fakultät vorstand. Ab 1994 stand er der Abteilung Wissenschaftsphilosophie vor und war ab 1993 Direktor des Institute for Humanities and Cultural Studies.
Seit 1990 ist er Mitglied der iranischen Akademie der Wissenschaften. 2002 wurde er Fellow der Islamic World Academy of Sciences. Er ist Gründungsmitglied des  Institute for Research in Fundamental Sciences (IPM). Außerdem ist er Senior Associate des ICTP in Triest.
Er befasst sich mit dem Verhältnis von Religion und Naturwissenschaften und war in diesem Zusammenhang auch in der Templeton Foundation aktiv (und einer der Juroren des Templeton-Preises).
Er ist Mitglied des Obersten Rats für die Kulturrevolution im Iran.

## Schriften
- The Holy Qur'an and the Science of Nature. Global Publication, New York, 1998.
- From Physics to Metaphysics. Institute for Humanities and Cultural Studies, Teheran, 1998.
- Can Science Dispense with Religion?. Institute for Humanities and Cultural Studies, 3. Auflage, Teheran, 2004.
- Issues in Islam and Science. Institute for Humanities and Cultural Studies, Teheran, 2004.

Er veröffentlichte auch eine englische Übersetzung von Teilen des Koran.